# Manchester United F.C. mùa bóng 1909–10
Mùa giải 1909-10 là mùa giải thứ 18 của Manchester United trong Liên đoàn bóng đá và thứ ba trong giải Hạng nhất.

The "Outcasts F.C."

Vào tháng 2 năm 1910, Câu lạc bộ chuyển từ bãi đất cũ của họ tại Bank Street đến một ngôi nhà mới tại Old Trafford. Trận đấu đầu tiên diễn ra tại sân vận động mới là một cuộc thi ở giải hạng nhất với Liverpool vào ngày 19 tháng 2 năm 1910; đội khách thắng trận với tỷ số 4-3.

## Giải bóng đá hạng nhất (First Division)
| Thời gian            | Đối thủ             | H/A | Tỷ số Bt-Bb | Cầu thủ ghi bàn                            | Số lượng khán giả |
| -------------------- | ------------------- | --- | ----------- | ------------------------------------------ | ----------------- |
| 1 tháng 9 năm 1909   | Bradford City       | H   | 1 – 0       | Wall                                       | 12,000            |
| 4 tháng 9 năm 1909   | Bury                | H   | 2 – 0       | J. Turnbull (2)                            | 12,000            |
| 6 tháng 9 năm 1909   | Notts County        | H   | 2 – 1       | J. Turnbull, Wall                          | 6,000             |
| 11 tháng 9 năm 1909  | Tottenham Hotspur   | A   | 2 – 2       | J. Turnbull, Wall                          | 40,000            |
| 18 tháng 9 năm 1909  | Preston North End   | H   | 1 – 1       | Roberts                                    | 13,000            |
| 25 tháng 9 năm 1909  | Notts County        | A   | 2 – 3       | S. Turnbull (2)                            | 11,000            |
| 2 tháng 10 năm 1909  | Newcastle United    | H   | 1 – 1       | Wall                                       | 30,000            |
| 9 tháng 10 năm 1909  | Liverpool           | A   | 2 – 3       | S. Turnbull (2)                            | 40,000            |
| 16 tháng 10 năm 1909 | Aston Villa         | H   | 2 – 0       | Halse, S. Turnbull                         | 20,000            |
| 23 tháng 10 năm 1909 | Sheffield United    | A   | 1 – 0       | S. Turnbull                                | 30,000            |
| 30 tháng 10 năm 1909 | Arsenal             | H   | 1 – 0       | Wall                                       | 20,000            |
| 6 tháng 11 năm 1909  | Bolton Wanderers    | A   | 3 – 2       | Homer (2), Halse                           | 20,000            |
| 13 tháng 11 năm 1909 | Chelsea             | H   | 2 – 0       | S. Turnbull, Wall                          | 10,000            |
| 20 tháng 11 năm 1909 | Blackburn Rovers    | A   | 2 – 3       | Homer (2)                                  | 40,000            |
| 27 tháng 11 năm 1909 | Nottingham Forest   | H   | 2 – 6       | Halse, Wall                                | 12,000            |
| 4 tháng 12 năm 1909  | Sunderland          | A   | 0 – 3       |                                            | 12,000            |
| 18 tháng 12 năm 1909 | Middlesbrough       | A   | 2 – 1       | Homer, S. Turnbull                         | 10,000            |
| 25 tháng 12 năm 1909 | Sheffield Wednesday | H   | 0 – 3       |                                            | 25,000            |
| 27 tháng 12 năm 1909 | Sheffield Wednesday | A   | 1 – 4       | Wall                                       | 37,000            |
| 1 tháng 1 năm 1910   | Bradford City       | A   | 2 – 0       | S. Turnbull, Wall                          | 25,000            |
| 8 tháng 1 năm 1910   | Bury                | A   | 1 – 1       | Homer                                      | 10,000            |
| 22 tháng 1 năm 1910  | Tottenham Hotspur   | H   | 5 – 0       | Roberts (2), Connor, Hooper, Meredith      | 7,000             |
| 5 tháng 2 năm 1910   | Preston North End   | A   | 0 – 1       |                                            | 4,000             |
| 12 tháng 2 năm 1910  | Newcastle United    | A   | 4 – 3       | S. Turnbull (2), Blott, Roberts            | 20,000            |
| 19 tháng 2 năm 1910  | Liverpool           | H   | 3 – 4       | Homer, S. Turnbull, Wall                   | 45,000            |
| 26 tháng 2 năm 1910  | Aston Villa         | A   | 1 – 7       | Meredith                                   | 20,000            |
| 5 tháng 3 năm 1910   | Sheffield United    | H   | 1 – 0       | Picken                                     | 40,000            |
| 12 tháng 3 năm 1910  | Arsenal             | A   | 0 – 0       |                                            | 4,000             |
| 19 tháng 3 năm 1910  | Bolton Wanderers    | H   | 5 – 0       | Halse, Meredith, Picken, J. Turnbull, Wall | 20,000            |
| 25 tháng 3 năm 1910  | Bristol City        | H   | 2 – 1       | Picken, J. Turnbull                        | 50,000            |
| 26 tháng 3 năm 1910  | Chelsea             | A   | 1 – 1       | J. Turnbull                                | 25,000            |
| 28 tháng 3 năm 1910  | Bristol City        | A   | 1 – 2       | Meredith                                   | 18,000            |
| 2 tháng 4 năm 1910   | Blackburn Rovers    | H   | 2 – 0       | Halse (2)                                  | 20,000            |
| 6 tháng 4 năm 1910   | Everton             | H   | 3 – 2       | J. Turnbull (2), Meredith                  | 5,500             |
| 9 tháng 4 năm 1910   | Nottingham Forest   | A   | 0 – 2       |                                            | 7,000             |
| 16 tháng 4 năm 1910  | Sunderland          | H   | 2 – 0       | S. Turnbull, Wall                          | 12,000            |
| 23 tháng 4 năm 1910  | Everton             | A   | 3 – 3       | Homer, S. Turnbull, Wall                   | 10,000            |
| 30 tháng 4 năm 1910  | Middlesbrough       | H   | 4 – 1       | Picken (4)                                 | 10,000            |

| # | Câu lạc bộ        | Tr | T  | H  | B  | Bt | Bb | Hs | Điểm |
| - | ----------------- | -- | -- | -- | -- | -- | -- | -- | ---- |
| 4 | Newcastle United  | 38 | 19 | 7  | 12 | 70 | 56 | 14 | 45   |
| 5 | Manchester United | 38 | 19 | 7  | 12 | 69 | 61 | 8  | 45   |
| 6 | Sheffield United  | 38 | 16 | 10 | 12 | 62 | 41 | 21 | 42   |

## FA Cup
| Thời gian           | Vòng đấu      | Đối thủ | H/A | Tỷ số Bt-Bb | Cầu thủ ghi bàn | Số lượng khán giả |
| ------------------- | ------------- | ------- | --- | ----------- | --------------- | ----------------- |
| 15 tháng 1 năm 1910 | Vòng đầu tiên | Burnley | A   | 0 – 2       |                 | 16,628            |